# Valérie Belinová
Valérie Belinová (nepřechýleně Valérie Belin; * 3. února 1964) je francouzská umělecká fotografka. Žije a pracuje v Paříži.

## Životopis
Valérie Belinová se narodila v Boulogne-Billancourt.  V letech 1983 až 1985 studovala na École Beaux-arts de Versailles a v letech 1985 až 1988 na École Nationale Supérieure d'Art de Bourges a poté získala diplom v pokročilém studiu filozofie umění na Univerzitě Paříž 1 Panthéon-Sorbonne v roce 1989.
V roce 2015 vyhrála šestý ročník ocenění Prix Pictet, jehož tématem bylo „Disorder“. Toho roku měla také výstavu v Centre Pompidou v Paříži s názvem Unquiet Images a zahrnoval asi 30 děl zobrazujících figuríny.
Její dílo je uloženo ve sbírkách Muzea moderního umění v New Yorku, Sanfranciského muzea moderního umění, Musée National d'Art Moderne v Paříži a Muzea moderního umění města Paříže. 
V roce 2024 byla retrospektiva díla autorky uvedena na každoroční akci Photo London.

## Dílo
Její tvorba má podobu fotografických seriálů. V roce 2000 začala používat digitální postprodukční nástroje, které jí daly větší svobodu měnit a řídit chromatické hodnoty tisků. V té době vytvořila svou první sérii v barvě. V roce 2009 začala Belinová využívat další druhy digitální manipulace, čímž umocnila hybridní, grafický a nepravý rozměr své práce. Patří mezi ně solarizace a přetisk. Od té doby pracuje také s jinými abstraktními vektorovými formami, jako jsou digitální „readymades“ nalezené na internetu, které přepracovává na počítači a spojuje je se svými snímky.

### Film a představení
Ve stejné době Belinová zkoumala další formy vyjádření. Black-Eyed Susan (2011) je video založené na stejnojmenné fotografické sérii z roku 2010. MJ6 byla živá akce v roce 2013, choreografické představení založené na její sérii z roku 2004 o podobenstvích Michaela Jacksona, prezentované v Centre Georges Pompidou.

## Ocenění
- 2000: Prix HSBC pour la photographie[13]
- 2001: Prix Altadis(fr)
- 2015: Prix Pictet[14]